# 新祖國
新祖國（西班牙語：Patria Nueva）是智利歷史中的一段時期，起於1817年2月12日安第斯軍在查卡布科戰役中的勝利，終於貝爾納多·奧希金斯在1823年辭去最高統帥一職